# Daniel Schlipf

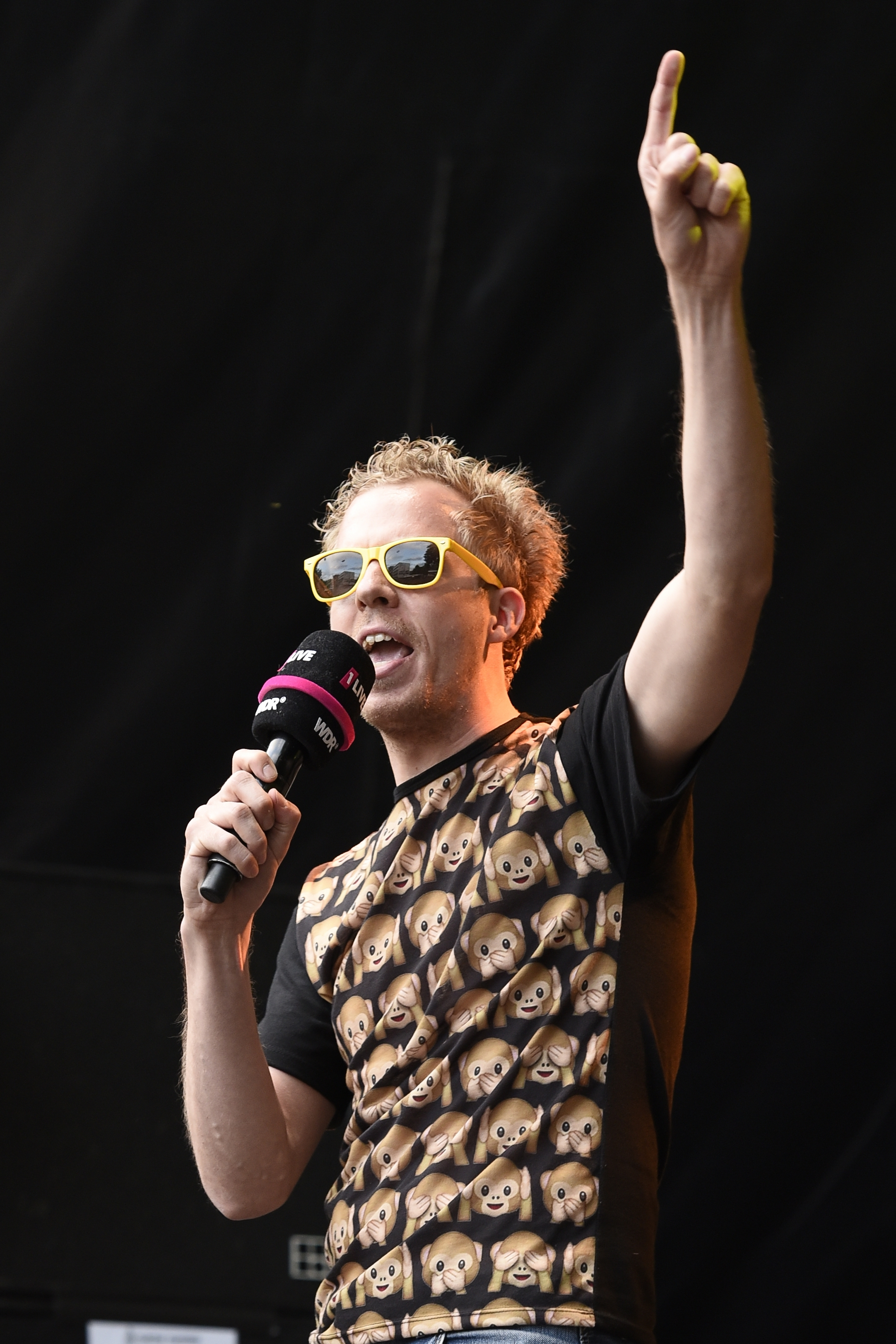
Daniel Danger bei Bochum Total 2016

Daniel Schlipf (* 18. November 1985 in Waldbröl) ist ein deutscher Moderator, Reporter und Sänger. Bekanntheit erreichte Schlipf unter seinem Künstlernamen Daniel Danger als Reporter bei 1LIVE.

## Leben
2010 erreichte Schlipf seinen Bachelor of Arts nach einem Literaturstudium an der Universität Siegen. Von 2010 bis 2012 war er als Volontär bei Radio Berg tätig. Seit 2012 ist er als Moderator und Reporter für WDR 5 und 1LIVE tätig, bei 1LIVE unter dem Namen Daniel Danger. 2015 wurde er für seine Tätigkeit mit dem Kurt-Magnus-Preis ausgezeichnet.
Im Sommer 2016 produzierte Schlipf zusammen mit den 257ers den Ballermann-Song Kleine Maus, den Schlipf auch gesungen hat. Wenige Tage nach einem Live-Auftritt in Mallorcas Mega-Park kletterte der Song an die Spitze der deutschen Singlecharts.
2018 bemühte sich Schlipf um eine Teilnahme bei der Fußball-Weltmeisterschaft 2018 als dritter Torwart für die deutsche Fußballnationalmannschaft. Bei der Pressekonferenz zur Nominierung der Spieler für den vorläufigen Kader erteilte Trainer Joachim Löw nach mehrmaliger Nachfrage nach einer Teilnahme Schlipfs durch verschiedene Journalisten diesen Plänen eine klare Absage. Dem vorangegangen war ein Torwarttraining Schlipfs mit der ersten Mannschaft von Borussia Mönchengladbach und eine Aktion Danger für Deutschland, bei der sich mehr als 30 Stars für eine Teilnahme Schlipfs starkgemacht haben.
Kurz nach der Absage nahm Schlipf zusammen mit Max Giesinger den Song Deutscher Weltmeister auf, der zwischenzeitlich auf Platz 26 der deutschen Downloadcharts war. Am 22. Januar 2021 stellte Schlipf den Weltrekord des längsten Telefonats mit den meisten Gesprächen auf. Im Juli 2022 ging er in Schlappen über 100 Kilometer zu Fuß von Köln zum Parookaville-Festival nach Weeze. Auf der Strecke wurde er immer wieder von Hörern angefeuert und zum Durchhalten motiviert. Im Mai 2023 startete Schlipf seinen ersten eigenen Podcast. In Der Allerletzte Podcast ist er mit prominenten Menschen an unterschiedlichen Orten unterwegs und spricht mit ihnen über deren Leidenschaft.
Am 5. Februar 2025 verkündete er auf seiner Homepage, dass er den Radiosender 1LIVE verlässt und sich anderen Tätigkeiten widmet.